# City Plaza Tallinn
Le City Plaza est un immeuble de grande hauteur construit dans le   district de Kesklinn à Tallinn, en Estonie.

## Présentation
L'immeuble de bureaux de 23 étages a une superficie totale de 13 450 m2. 
L'édifice a été conçu par Tiit Trummal du cabinet d'architectes OÜ Alver Trummal Arhitektid . 
La construction de City Plaza s'est achevée en mai 2004.